# 티셔츠

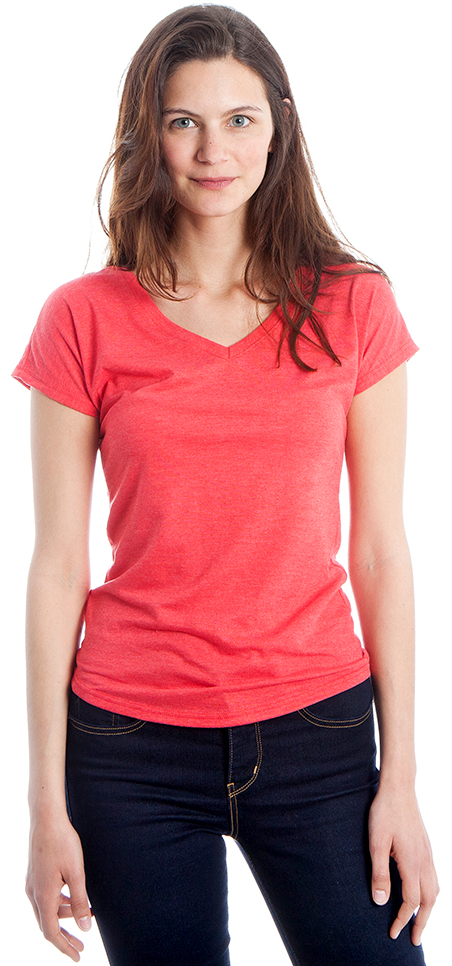
핑크 브이넥 티셔츠를 입은 여자

티셔츠(영어: T-shirt, tee shirt)는 보통 단추가 없는 티(T) 자 모양의 상의 반팔 속옷을 말한다. 티셔츠의 재질은 100% 면으로 만들어진 것과 폴리에스텔과 섞어서 만들어진 것이 있다. 티셔츠에 디자인을 하여 단체티를 만들기도 하며 회사 로고를 찍거나 광고를 인쇄하여 입을 수도 있다.

## 역사
티셔츠는 19세기 속옷에서 발전하였다. 2차세계대전 당시 군인들의 전투복 안에 입을 속옷으로 보급하였고, 군인들은 영내에서 자유시간에 상의 전투복을 벗고 티셔츠만 입고 생활하거나 운동을 하기도 하였다. 2차세계 대전 이후 참전 군인들은 보급받은 티셔츠를 집으로 가져가서 실내복장이나 생활복으로 입기 시작하였다. 점차 생활 복장으로 자리를 잡기 시작하면서 널리 받아들여지며 현재는 격식을 차리지 않는 생활복장으로 굳어졌다.

## 티셔츠에 디자인하기
대량으로 티셔츠 디자인할 경우 실크스크린을 이용한다. 소량으로 인쇄할 경우 잉크젯 프린터로 Transfer paper를 이용하여 직접 프린트 하여 다리미로 다리면 된다. Transfer paper를 이용할 경우 티셔츠에 플라스틱 감촉이 약간 느껴진다. 만일 레이저 프린터가 있다면 ImageClip Transfer paper를 이용하여 인쇄하면 깔끔하게 티셔츠를 소량으로 디자인할 수 있다.

## 같이 보기
- 축구 유니폼
- 폴로 셔츠
- 래글런 소매